# Liergouw
De Liergouw is een weg tussen de dorpen Schellingwoude en Ransdorp in Amsterdam-Noord. De weg is circa 2500 meter lang en loopt van het zuidwesten naar het oosten.

## Ligging
De weg begint aan de voet van de Schellingwouderdijk langs het IJ. Ze begint vrijwel direct met een brug (zie onder) over de Binnenbermsloot (de sloot ten noorden van de genoemde dijk). Aan de noordzijde ligt dan direct een volktuinenpark (Rust en Vreugd). Middels een rotonde kruist ze de Zuiderzeeweg komende van de Schellingwouderbrug. Na 10 meter kruist ze de Durgerdammerdijk (een inlandse dijk) en vervolgens duikt ze na 20 meter onder de Ringweg-Noord, onderdeel van Rondweg Amsterdam (Liergouwbrug). Na die kruisingen is het gedaan met de verkeersdrukte. Ze ligt na dat viaduct tussen twee volkstuinenparken (Tuinwijck en Kweeklust). Na die volkstuinen gaat ze het open veld in met alleen maar landerijen links en rechts. Ze wordt vanaf dan gescheiden door sloten links en rechts. Halverwege het traject wordt Liergouw onderbroken door brug 379 over de Zwanekesloot, de vroegere verbinding met het meertje Durgerdammer Die (maar al tijden drooggemalen). Het traject zet zich ongewijzigd voort met bij de toegang tot Ransdorp brug 380. Bruggen 379 en 380 zijn houten ophaalbruggen van hetzelfde ontwerp. Van augustus tot november 1930 werd de straat voor het eerste geasfalteerd.

## Geschiedenis
De weg is al bekend sinds de 17e eeuw. Liergouw dankt haar naam aan Liere, Leer, Lee een aanduiding voor een (water-)weg; analoog aan de naamgever van het plaatsje De Lier in Zuid-Holland. De weg ligt sinds 1921 geheel binnen de gemeente Amsterdam. Voor die tijd lag ze van 1811-1816 binnen de gemeente Nieuwendam en van 1816-1921 in de gemeente Ransdorp.  
Op het westelijke gedeelte tussen de Schellingwouderdijk en Durgerdammerdijk reed tot 3 februari 2018 GVB bus 30. In de plaats van de lijn is vraagafhankelijk openbaar vervoer gekomen, aanvankelijk uitgevoerd door taxibedrijf RMC en sinds 1 juli 2020 door Staxi. In de spitsuren was er vroeger een rechtstreekse verbinding in de tegenspitsrichting tussen Ransdorp en Schellingwoude over de gehele Liergouw van een korttrajectdienst van lijn 30.
De weg is al 20 jaar in slechte staat van onderhoud en zit vol diepe kuilen waardoor er onveilige situaties kunnen ontstaan. De gemeente heeft een verkeersbord met de tekst "Slecht wegdek" geplaatst maar over een structurele oplossing besluit de gemeente pas later in 2018.

## Brug 378
Er lag hier tijden een smal bruggetje. Deze moest in 1919 vervangen worden door een breder exemplaar. Er kwam hier (iets) meer verkeer en er kwam vervolgens een brug van twee meter hoog en vijf meter breed. Het werd een betonnenbrug met metalen balustrades. In aanloop tot de brug werden aan beide zijden houten hekwerken neergezet. Sindsdien is de brug nauwelijks van uiterlijk gewijzigd. Of zij sinds 1919 nog is aangepast is niet bekend.

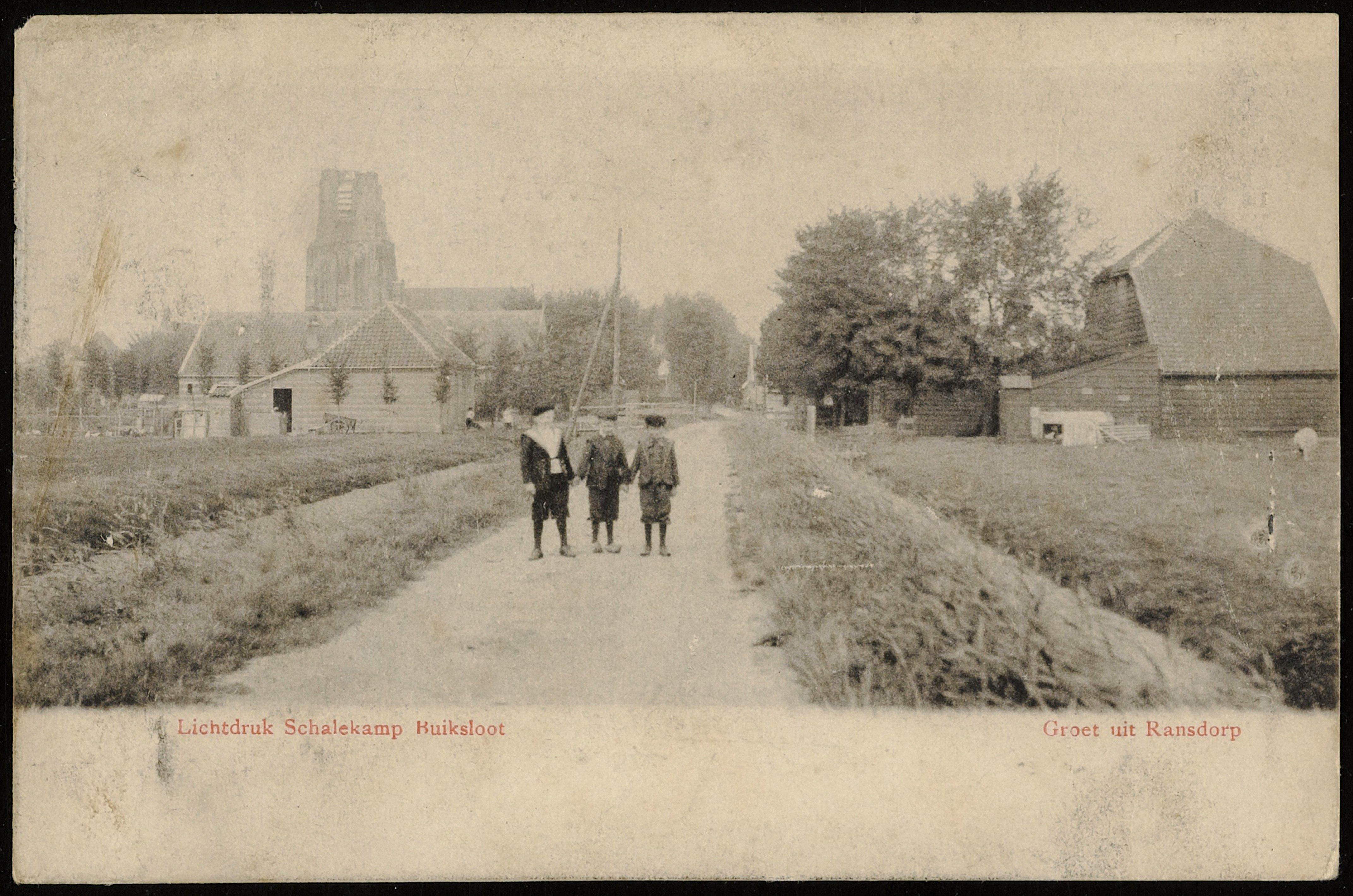
Liergouw met de stompe kerktoren van Ransdorp (circa 1900)
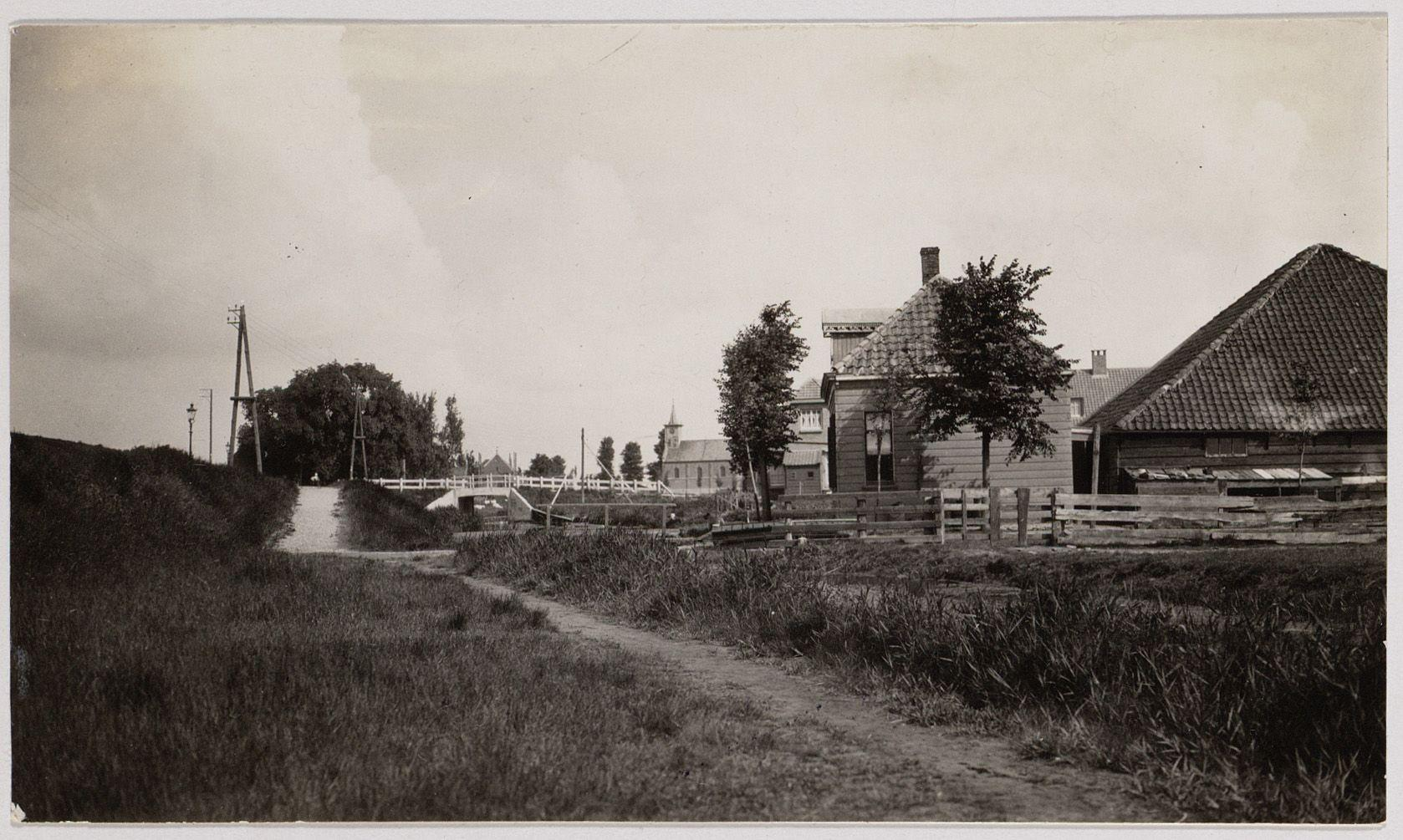
Brug 378 in 1922

<<< · 300 · 301 · 302 · 303 · 304 · 305 · 306 · 307 · 308 · 309 · 310 · 311 · 312 · 313 · 314 · 315 · 316 · 317 · 318 · 320 · 321 · 322 · 323 · 324 · 325 · 327 · 328 · 330 · 331 · 332 · 333 · 334 · 335 · 336 · 337 · 338 · 339 · 340 · 341 · 342 · 343 · 344 · 345 · 346 · 347 · 348 · 349 · 350 · 351 · 352 · 353 · 354 · 355 · 356 · 357 · 358 · 359 · 360 · 361 · 362 · 363 · 364 · 365 · 366 · 367 · 368 · 371 · 372 · 373 · 374 · 375 · 376 · 377 · 378 · 379 · 380 · 381 · 382 · 383 · 385 · 386 · 387 · 388 · 389 · 390 · 391 · 392 · 393 · 394 · 395 · 396 · 397 · 398 · 399 · >>>
Brugnummers 319, 326, 329 (tijdelijke duiker in de Ringspoordijk), 369, 370, 384 zijn niet (meer) vergeven.